# Lijst van burgemeesters van Ransdorp
Dit is een lijst van burgemeesters van de voormalige Nederlandse gemeente Ransdorp van 1811 tot die gemeente in 1921 opging in de gemeente Amsterdam.
| Ambtsperiode | Naam burgemeester                         | Partij of stroming | Bijzonderheden                                     |
| ------------ | ----------------------------------------- | ------------------ | -------------------------------------------------- |
| 18?? - 1839  | Claas Jongh Visser                        |                    |                                                    |
| 1839 - 1848  | Jan (J.) Jongh Visser jr.                 |                    |                                                    |
| 1848 - 1869  | Jacob (J.) Dekker                         |                    | tevens burgemeester van Schellingwoude (1852-1857) |
| 1869 - 1891  | J.E.T. Wijnveldt                          |                    | sinds 1891 burgemeester van Broek in Waterland     |
| 1891 - 1903  | P.J. Rijkens                              |                    |                                                    |
| 1903 - 1907  | jhr. Jules Henri Wttewaall van Stoetwegen |                    |                                                    |
| 1907 - 1914  | J. Kastelein                              |                    | sinds 1914 burgemeester van Aalsmeer               |
| 1914 - 1921  | Hendrik Johan Calkoen jr.                 |                    |                                                    |